# Colpothrinax
Classification phylogénétique
Genre
Synonymes
- Colpothrinax  Griseb. & H.Wendl., 1879

Colpothrinax est un genre de la famille des Arecaceae (Palmiers).

## Classification
- Sous-famille des Coryphoideae
  - Tribu des Trachycarpeae

Ce genre  partage cette tribu (des "non encore placés") avec six autres genres :  Acoelorrhaphe,  Brahea,   Copernicia,  Pritchardia,  Serenoa,  Washingtonia .

## Espèces
Selon Plants of the World online (POWO) (7 fevrier 2021) :
- Colpothrinax aphanopetala   	R.Evans
- Colpothrinax cookii 		    Read
- Colpothrinax wrightii 		Schaedtler

## Habitat, description et usage
Leur habitat naturel se trouve en Amérique centrale et dans les Caraïbes.
- Colpothrinax aphanopetala se rencontre dans le sud-ouest de l'Amérique Centrale, du sud-est du Nicaragua au Panama.
- Colpothrinax cookii pousse quant à lui dans le nord-est de l'Amérique centrale, du Belize au Honduras. C'est un palmier de taille moyenne au stipe solitaire et au tronc velu. Les feuilles sont palmées. Il pousse dans des forêts tropicales humides.
- La troisième espèce, Colpothrinax wrightii, est endémique au Sud-ouest de l'île de Cuba. Elle pousse dans les savanes. L'espèce possède aussi des feuilles palmées et un tronc en forme de bouteille. L'arbre est utilisé localement pour ses fruits, son bois et ses feuilles. Mais il se reproduit lentement, ce qui le rend vulnérable[3].